# Elrid Metzkes
Elrid Metzkes, geb. Fiebig (* 3. März 1932 in Pirna; † 20. November 2014) war eine deutsche Textilgestalterin.

## Leben und Werk
Elrid Fiebig absolvierte von 1946 bis 1949 eine Lehre als Schneiderin. Von 1949 bis 1953 studierte sie im Fach Bekleidungstextilien an der Staatlichen Hochschule für Werkkunst bzw. (ab 1950) Hochschule für Bildende Künste Dresden. Dort lernte sie Harald Metzkes kennen, den sie 1953 heiratete und mit dem sie die Kinder Robert, Verena (heute Hann; * 1955; Bildhauerin und Keramikerin) und Walter (* 1956) hatte. Bis 1959 lebten sie in Pirna und Elrid Metzkes hatte wegen der Betreuung ihrer Kinder kaum Zeit für künstlerische Arbeit. Dann zog die Familie nach Berlin, wo sie am Kollwitz-Platz wohnten. 1963 kaufte Elrid Metzkes einen Webstuhl, und sie begann dann freischaffend vor allem als Gobelin-Wirkerin zu arbeiten. Ihre erste Arbeit war 1966 der Teppich Fische nach einem Aquarell ihres Mannes.
Bis etwa 1970 fertigte Elrid Metzkes Bildteppiche nach Aquarellen ihres Mannes, dann entwarf sie ihre Motive selbst, meistens als Aquarelle, die sie als Vorlage für ihre Arbeiten benutzte. Ab 1977 arbeitete sie auch in Patchwork-Technik mit selbstgefärbter Seide oder Rohseide. Ab 1978 fertigte sie Kett-Ikats, „wollene, matt-tonige Behänge, die Musterung symmetrisch-geometrisch, von strenger Ordnung …“ Als sie 1979 auf der Berliner Bezirkskunstausstellung solche Arbeiten zeigte, war das in der DDR noch ungewohnt.
Elrid Metzkes war von 1966 bis 1990 Mitglied des Verbands Bildender Künstler der DDR. Sie hatte in der DDR und im Ausland eine bedeutende Zahl von Einzelausstellungen und Ausstellungsbeteiligungen, u. a. von 1972 bis 1988 auf der VII. bis X. Kunstausstellung der DDR in Dresden. 1987 wurde sie mit dem Kunstpreis der DDR geehrt.
Nach der deutschen Wiedervereinigung zog Elrid Metzkes 1990 mit ihrem Mann nach Wegendorf, wo beide weiter gemeinsam künstlerisch arbeiteten.

## Darstellung Elrid Metzkes in der bildenden Kunst
- Harald Metzkes: Bildnis Elrid (Öl auf Leinwand, 50 × 50 cm, 1969; Nationalgalerie Berlin)[2]
- Harald Metzkes: Familienbild (Öl auf Leinwand, 180 × 150 cm, 1973; Nationalgalerie Berlin)[3]

## Fotografische Darstellung Elrid Metzkes
- Christian Borchert: Der Maler Harald Metzkes mit seiner Frau Elrid Metzkes vor einem seiner auf einer Staffelei stehenden Werke (1975)[4]

## Rezeption
„Vor allem mit ihren symmetrisch-geometrischen Kompositionen, die sie in der Tradition der Weberinnen am Bauhaus schuf, erreichte sie geradezu kinetisch-optische Effekte. Die geometrische Form ist Keimzelle für ausbau- und variationsfähige Gestaltungen, man kann durch kreisförmige, rhombenartige und trapezoide Formen – auch durch Zackenformen – den Raum entdecken, die Flächen zum Raum ausweiten, Abstände und Flächentiefen, Harmonie oder Kräftespannung, Ballung und Kreuzung nacherlebbar machen. So erreichte sie eine Vielfalt von Raum-, Flächen- und Objektbeziehungen. Sie vereinigen sich zu bildhaften Zusammenhängen, in denen sie bedeutungsvoll werden. Elrid Metzkes Bildzeichen haben einen traumhaft-schwebenden Charakter, den sie im Bildraum einnehmen, sie tauchen auf, verhüllen sich, verändern sich. Man glaubt in nicht zu enträtselnde Geheimnisse einzudringen. Ihre Arbeiten erfordern eine Betrachtung, die zugleich schauend und denkend sich vollziehen muss.“
Klaus Hammer

## Werke (Auswahl)

### Gobelins
- Punkt und Welle (1971; ausgestellt auf der VII. Kunstausstellung der DDR)
- Winterliches Interieur – Winternachmittag (2,00 × 1,50 m, um 1976; vormals im Lindenrestaurant des Palasts der Republik, Berlin)[6]
- Winterliches Interieur – Nach dem Fang (2,00 × 1,50 m, um 1976; vormals im Lindenrestaurant des Palasts der Republik, Berlin)[6]
- Klangrose der Laube (1977; damalige Konzerthalle des Klosters Unser Lieben Frauen, Magdeburg)
- Früher Herbst (1,50 × 2,40 m, 1982)[7]
- Schilfrohr (1,50 × 1,45 m, 1983)[8]

### Patchwork
- Rhomben II (2,36 × 1,62 m, 1981)[9]
- Verwandlung (Seide handgequiltet, 228 × 212 cm, 1986; ausgestellt auf der X. Kunstausstellung der DDR)

## Ausstellungen seit 2010 (mutmaßlich unvollständig)
- 2010: Rostock, Galerie am Alten Markt („Dreiklang“; mit Harald und Robert Metzkes)[10]
- 2012: Berlin, Galerie Leo.Coppi[11]
- 2013: Rüdersdorf, Rathaus („Impulse“; mit Harald Metzkes)
- 2015: Berlin, Galerie Parterre („Die Sammlung Linde und Michael de Maizière“)
- 2018: Berlin, Zeitgalerie Friedrichshagen („Künstlerfamilie Metzkes“; mit Harald und Robert Metzkes)
- 2018: Pirna, Stadtmuseum („Ornament und Figur“; mit Robert Metzkes)
- 2019: Kunstverein Wiligrad (mit Harald und Robert Metzkes)
- 2021: Cottbus, Brandenburgisches Landesmuseum für moderne Kunst, Dieselkraftwerk Cottbus („Stich für Stich. Faden für Faden“; mit zehn weiteren Künstlerinnen)
- 2022: Berlin, Sandau & Leo Galerie („Momentum Wirklichkeit“; mit Harald und Robert Metzkes)